# Reggenza di Yahukimo
La reggenza di Yahukimo (in indonesiano: Kabupaten Yahukimo) è una reggenza dell'Indonesia, situata nella provincia di Papua Pegunungan.